# أفراح القبة (رواية)
أفراح القبة هي رواية واقعية من روايات الأديب والروائي المصري نجيب محفوظ استعمل فيها أسلوبا جديدا ومشوقا حيث قسم الرواية إلى فصول تحمل أسماء الشخصيات الرئيسية حيث تتولى كل شخصية التعريف بنفسها بصورة غير مباشرة وسرد الأحداث من وجهة نظر إنسانية بكل ما فيها من أنانية وحب للذات والبعد عن النقد الذاتي وتنزيه الذات وإلقاء اللوم على الآخرين حيث تتكامل الصورة من خلال استقراء كل ما عبرت عنه الشخصيات عن مجمل الدوافع والأسباب التي تكوِّن كل شخصية من الشخصيات بكل تناقضاتها وخيرها وشرها..تم تحويلها إلى مسلسل تلفزيوني من إخراج محمّد ياسين، وسيناريو وحوار نشوى زايد.

## نبذة
تدور الرواية حول فرقة مسرحية تستعد لتقديم عرض جديد بعنوان "أفراح القبة"، لكن المفاجأة أن المسرحية تكشف أسرارًا حقيقية من حياة الممثلين أنفسهم، مما يخلق صراعًا داخليًا وخارجيًا بين الشخصيات. يتقاطع الواقع مع الخيال، وتُعرض الذكريات والآلام والخيانات على خشبة المسرح.

كاتب الرواية

## شخصيات الرواية
- كرم يونس:مدمن أفيون، يسعى للثراء بأي وسيلة، يرمز إلى الانهيار الأخلاقي والانغماس في المادية.
- عباس كرم يونس:ابن كرم، كاتب المسرحية داخل الرواية، يمثل التمرد على الفساد والبحث عن الحقيقة.
- تحية:ممثلة شابة، رمز للتمرد على الانحطاط، تسعى للخلاص من واقعها المؤلم.
- طارق رمضان:راوٍ بسيط، يعاني من فقدان تحية، يمثل الحلم الضائع والندم المتأخر.
- أبو عباس:شخصية سلطوية، تمثل الأب التقليدي الذي يفرض قيمه بالقوة.
- أم عباس:أم صامتة، ترمز إلى المرأة المستسلمة للواقع، لكنها تحمل ألمًا داخليًا عميقًا.
- حليمة الكبش:شخصية ثانوية لكنها مؤثرة، تشبه تحية في رغبتها بالتحرر من القهر الاجتماعي[5]

## فصول الرواية
تتكون الرواية من أربعة فصول
1. طارق رمضان يقدّم الرواية من منظور طارق، وهو شخصية بسيطة تعاني من فقدان تحية، ويُظهر السرد مشاعره المتضاربة وندمه المتأخر.
2. كرم يونس يُسلّط الضوء على شخصية الأب المدمن، ويكشف عن ماضيه المضطرب ونظرته المادية للحياة، مع تبريراته الخاصة لأفعاله.
3. حليمة الكبش شخصية ثانوية لكنها مؤثرة، تمثل نموذجًا للمرأة التي تحاول النجاة من القهر الاجتماعي، وتُظهر الرواية من زاوية أنثوية مختلفة.
4. عباس كرم يونس وهو كاتب المسرحية داخل الرواية، ويُعد صوته الأكثر وعيًا وتحليلًا، حيث يواجه ماضيه وعائلته من خلال الفن.[6]

## أسلوب الرواية
رواية أفراح القبة لنجيب محفوظ تعتمد على أسلوب سردي قائم على تعدد الأصوات، حيث تُروى الأحداث من خلال أربعة فصول كل منها يُقدَّم من وجهة نظر شخصية مختلفة. يسمح هذا البناء بتقديم رؤية متنوعة للحدث الواحد ويُظهر أن الحقيقة قد تختلف باختلاف منظور الراوي. تدور الرواية داخل فرقة مسرحية تُجسّد عرضًا يكشف تفاصيل من حياة الممثلين، مما يربط بين الواقع والمسرح ويجعل الحد الفاصل بينهما غير واضح.تعكس الشخصيات في الرواية صراعات داخلية وتتحدث عن ذاتها من خلال مواقفها وتفسيرها للأحداث. وتُستخدم اللغة بأسلوب تأملي فيه رمزية واضحة، ويظهر في الحوارات طابع مسرحي يُعبّر عن مشاعر الشخصيات ومواقفها. تنتمي الرواية إلى الواقعية لكنها تتضمن عناصر رمزية، فالشخصيات تمثل حالات اجتماعية وفكرية، مثل الانحلال، التمرد، البحث عن الحقيقة، والتمسك بالحلم.يمثل هذا الأسلوب مزيجًا من السرد النفسي والتقنيات الفنية المعاصرة، ويمنح الرواية طابعًا مميزًا داخل أعمال محفوظ الروائية.

## اقتباسات
اقتباسات تسلط الضوء على التوتر بين الحلم والواقع، وبين القيم المثالية والانهيار الأخلاقي
"أليست الوحدة خيرًا من عشير النكد؟"
"ما هي الحياةُ في نظركَ؟ هي معركةُ الروحِ ضد المادَّة."
"إنِّي أدمنُ الحُلم كما يدمنُ أبي الأفيون، بالحلمِ أغيِّر كلَّ شيءٍ وأخلقُهُ."
"لم لا نسجل اللحظات السعيدة لنصدقها فيم بعد؟"
"الحب أقوى من الشر نفسه."
"كيف يحطم الأسير أغلاله؟ أتخيل دنيا مباركة، بلا إثم، بلا أُسَر، بلا التزامات اجتماعية... دنيا يمضي فيها الإنسان خفيفًا، غائصًا في الفن وحده."
"ما الفضيلة إلا شعار كاذب يتردد في المسرح والجامع."

"لا شيء حقيقيّ إلا الكذب."